# Скьолд
Скьолд (на старонорвежки: Skjöldr, на латински Skioldus) е легендарен конунг на даните, предците на съвременните датчани. Споменава се в редица саги и древни текстове, напр. в англо-саксонската поема Беоулф, в исландската Прозаична Еда и др.
Според Снори Стурлусон Скьолд е бил един от синовете на Один. Сагата разказва, че Один идва от Азия, водейки оцелелите воини от Троянската война, троянците, и се насочва към Северна Европа. Един от синовете си оставя да управлява Швеция и неговите потомци формират кралската династия Инглинги, а на друг от синовете си, Скьолд, предоставя властта в Дания и по този начин Скьолд става родоначалник на датските конунги Скьолдунгите.